# Токива (броненосен крайцер, 1898)
Токива (на японски: 常盤, „вечнозелената“) е броненосен крайцер, от серията крайцери тип „Асама“, построени за Японския Императорски флот. Вторият крайцер, построен по програмата от 1896 г. (т.н. Програма шест-шест). Заложен е на 6 януари 1897 г. във Великобритания. Първоначалният проект е леко преработен отразявайки изискванията на Япония, под наблюдението на капитан Шигето Дева. Участва в Руско-японската война, Първата и Втората световна война.

## История на службата
- 1904 – 1905 – Участва в Руско-японската война в състава на 2-ри боен отряд на 2-ра ескадра на японския императорски флот.
- 14 август 1904 – Под командването на капитан Мотаро Йошимацу участва в боя с владивостокския отряд крайцери при о. Улсан.
- Участва в блокадата на Владивосток.
- 27 – 28 май 1905 – Под командването на капитан Рейдзиро Кавашима участва в Цушимското сражение, получава 7 – 8 попадения и губи 1 човек убит и има 14 ранени.
- Поставени нови котли „Белвил“ и се връща в строй.
- Август 1914 – В състава на 4 боен отряд на 2-ра ескадра на адмирала Хирохару, като участва в блокадата на Циндао.
- Октомври 1914 – В състава на японско-английската ескадра на адмирал Тотинай Сьодзиро издирва германските рейдери в Индийския океан.
- 1917 – Носи патрулна служба на Хавайските острови.
- 5 април 1917 – Заедно с крайцера „Якумо“ отплава от Йокосука в учебен поход с кадети от 44-тия випуск на японската Императорска морска академия. Посещава много пристанища в Калифорния, на Хаваите и южната част на Тихия океан.
- 1 март 1919 – Заедно с крайцера „Азума“ отплава от Йокосука за Южна Азия и Австралия, с кадети.
- 24 ноември 1919 – Отплава с крайцера „Азума“ от Йокосука за Сингапур, Югоизточна Азия, Суецкия канал и Средиземно море, с кадети на борда.
- 1 септември 1921 – Преквалифициран в кораб на бреговата отбрана I клас.
- 30 септември 1922 – Преквалифициран в минен заградител, поради което са демонтирани кърмовата 203 mm кула и 152 mm оръдия от кърмовите каземати.
- 1 август 1927 – Взрив на морска мина на борда.
- 9 август 1945 – По време на нападение на американската 38-а ударна авиогрупа на Оминато получава едно пряко бомбово попадение, и още четири бомби се взривяват близко във водата. Тежко повредения кораб е изхвърлен на брега (41° с. ш. 141° и. д. / 41.2° с. ш. 141.6° и. д.)
- 30 ноември 1945 – Изключен от списъците на флота.
- Август-октомври 1947 – Изваден, отбуксиран до Хакодате и предаден за скрап.

## Командири на кораба
- капитан 1-ви ранг Дева Шигето (Dewa, Shigeto) – от 5 април 1898 г. до 16 юли 1899 г.[1].
- капитан 1-ви ранг Накаяма Нагааки (Nakayama, Nagaaki) – от 20 май до 11 август 1900 г.[1].
- капитан 1-ви ранг Тандзи Хироо (Tanji, Hiroo) – от 11 август 1900 г. до 22 януари 1901 г.[1].
- капитан 1-ви ранг Номото Цунаакира (Nomoto, Tsunaakira) – от 6 октомври 1902 г. до 19 януари 1904 г.[2].
- капитан 1-ви ранг Йошимацу Мотаро (Yoshimatsu, Motaro) – от 19 януари 1904 г. до 14 юни [[1905 г.[2].
- капитан 1-ви ранг Имаи Канемаса (Imai, Kanemasa) – от 14 юни до 12 декември 1905 г.[2].
- капитан 1-ви ранг Вада Кенсуке (Wada, Kensuke) – от 12 декември 1905 г. до 22 ноември 1906 г.[3].
- капитан 1-ви ранг Фудзимото Хидеширо (Fujimoto, Hideshiro) – от 22 ноември 1906 г. до 31 юли 1908 г.[4].
- капитан 1-ви ранг Ямагата Бундзо (Yamagata, Bunzo) – от 28 август 1908 г. до 1 октомври 1910 г.[4].
- капитан 1-ви ранг Йода Мицудзи (Yoda, Mitsuji) – от 1 октомври 1909 г. до 1 декември 1909 г.[5].
- капитан 1-ви ранг Цукияма Киётомо (Tsukiyama, Kiyotomo) – от 9 април до 1 декември 1910 г.[4].

## Фотографии
- През 1904 г.
- На картичка от 1905 г.
- Повреден в края на Втората световна война